# Hodica
Hodica (* nach 974; † unbekannt) war eine abodritische Prinzessin und spätere Äbtissin des Nonnenklosters auf der Mecklenburg.

## Leben
Über Hodica berichtete nur der Priester Helmold von Bosau im 12. Jahrhundert, dessen Angaben historisch unsicher sind.
Herkunft
Danach war Hodica die Tochter des abodritischen Herrschers (regulus) Billug und einer Schwester des Bischofs Wago von Oldenburg. Neben ihrer Herkunft soll sich die Mutter durch besondere Schönheit ausgezeichnet haben. Hinter dem sagenhaften Fürsten Billug verbirgt sich mit großer Wahrscheinlichkeit der abodritische Samtherrscher Mistiwoj (965/67 bis ca. † 995) aus dem abodritischen Herrschergeschlecht der Nakoniden. Diese hatten 931 aus politischem Kalkül den christlichen Glauben angenommen. Auch für Mistivoj ist die Zugehörigkeit zum Christentum belegt.
Äbtissin
Der Onkel Bischof Wago ließ Hodica in einem Nonnenkloster ausbilden, in dem sie religiös erzogen und im Lesen und Schreiben unterwiesen wurde. Noch in frühen Jahren setzte Wago sie als Äbtissin des Nonnenklosters an der Petrikirche auf der Mecklenburg ein. Nach sächsischem Vorbild lebten hier die unverheirateten Töchter der abodritischen Adligen.
Heirat mit Fürst Boleslaw
Mistivojs Sohn Mistislaw löste das Nonnenkloster auf und verheiratete seine Schwester Hodica aus diplomatischen Gründen an einen Fürsten namens Boleslaw, bei dem es sich um einen hevellischen Fürsten gehandelt haben soll. Helmold von Bosau hingegen erwähnt in diesem Zusammenhang den späteren polnischen König Bolesław I.